# Asplenium vera-pax
Asplenium vera-pax là một loài dương xỉ trong họ Aspleniaceae. Loài này được Donn.Sm. mô tả khoa học đầu tiên năm 1890.
Danh pháp khoa học của loài này chưa được làm sáng tỏ. 